# الوزير وسعادة حرمه (مسلسل)
مسلسل سعادة الوزير وحرمه هو أحد الأعمال التليفزيونية الدرامية الاجتماعية السورية من إنتاج عام 2006.

## قصة المسلسل
تدور قصة المسلسل حول المحامي "حمدي" (أيمن زيدان) الذي عانى وعائلته من ظروف معيشية صعبة نتيجة تمسكه بأخلاق المهنة وانتسابه إلى أحد الأحزاب السياسية المضحكة والمفككة، ولكن الأمور تنقلب رأساً على عقب عندما يتولى منصباً وزارياً، فيسعى جاهداً لمحاربة الفساد والبيروقراطية ويواجه خصوماً غير متوقعين ممثلين بأفراد عائلته ومنهم زوجته "أمل".

## الممثلون
- أيمن زيدان حمدي
- رنا أبيض أمل
- أندريه سكاف يحيى
- شكران مرتجى
- صباح عبيد
- محمد أوسو غسان
- محمد حداقي نبيل
- شادي زيدان
- نسرين الحكيم
- لورا أبو أسعد
- مانيا نبواني
- لويز عبد الكريم
- علاء قاسم
- جرجس جبارة
- ميري كوجاك
- إيمان الجابر
- حسن دكاك ضيف شرف
- أحمد الأحمد ضيف شرف
- وائل زيدان ضيف شرف
- فاتن شاهين ضيفة شرف
- أحمد مللي ضيف شرف
- توفيق إسكندر ضيف شرف
- رنا العظم ضيفة شرف
- ميرنا شلفون ضيفة شرف
- ميرنا زيتون ضيفة شرف
- إيمان عبد العزيز ضيفة شرف
- محمود خضور ضيف شرف
- رجاء يوسف ضيفة شرف
- عباس الحاوي ضيف شرف
- أنس الحاج
- مازن لطفي
- غسان عزب
- خالد تكلة
- بسام دكاك
- عامر سبيعي
- فهد السكري
- شفيق محسن
- فؤاد وكيل
- محمد كيلاني
- رانيا أسعد
- سامر كاسوحة
- عبد السلام غبور
- فاروق الشامي
- أنور شيخ البساتنة
- بسام مرهج
- محمود دكاك
- ليلى بقدونس
- سليمان هلال
- محمود أوتاني